# Европейская (гостиница, Одесса)
Дом Маразли (отель «Европейский») — здание в Одессе (Украина) по адресу Пушкинская улица, дом № 2. Построено в 1835 году по проекту архитектора Франца Боффо, принадлежало Григорию Маразли. Памятник истории и архитектуры.

## История
Дом был построен в 1835 году по проекту архитектора Франца Карловича Боффо и принадлежал городскому голове Григорию Григорьевичу Маразли. Согласно историку А. А. Скальковскому, на этом месте, ещё до официального учреждения города, была первая Хаджибейская таможня. Со временем в здании обосновалась фешенебельная гостиница «Европейская».
В 1910-х годах в здании, в большей степени со стороны Ланжероновской улицы, одновременно располагались: торгово-комиссионная контора владельца дома купца Германа Гозиасона, специализацией которой были колониальные товары, мануфактура и широко использовавшаяся тогда липкая бумага от мух, агентурно-комиссионная контора Баумштейна, поставлявшая, в числе прочего, краски фабрики «Якорь», мыло компании «Свеча» и минеральные воды товарищества «Гунияди Янос», посредническая контора Ярославского, занимавшаяся реализацией парфюмерных и косметических товаров, транспортно-экспедиционное акционерное общество «Гергард и Гей», которое осуществляло и функции одесского представительства лондонского банка А. Риффера. Кроме того, в этом доме располагались редакции ежедневных газет — «Голос Одессы» и «Срочная вечерняя почта», а также «фирменная» пивная лавка Товарищества одесских пивоваренного завода. В 1911 году в помещении гостиницы прошло учредительное собрание автомобилистов города, и было создано Одесское автомобильное общество. 
В 1855—1856 годах в этом доме проживал писатель и поэт Иван Сергеевич Аксаков, в 1920 году — украинский поэт Владимир Николаевич Сосюра.
В 1940-е годы произошла реконструкция всего здания по проекту архитектора А. Р. Копылова. 